# 에라 파지라

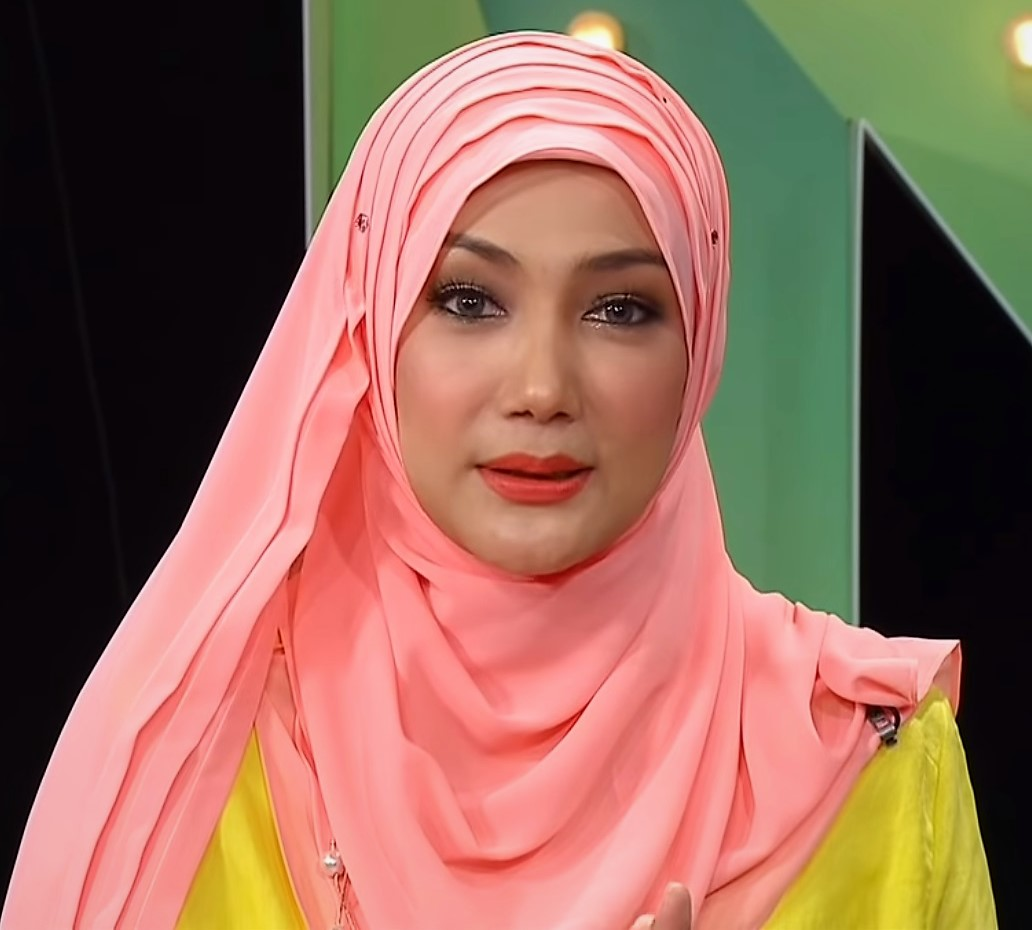

에라 파지라(말레이어: Erra Fazira)는 말레이시아의 배우, 가수, 모델, 영화감독, TV 프로 진행자이다. 흔히 "새천년 말레이 영화의 프리마돈나"로 알려져 있다.
1990년대 초중반 영화 <Sembilu>, <Sembilu 2>, <Maria Mariana>, <Pasrah>에 출연하면서 명성을 떨치기 시작했다. 비평가들의 극찬을 얻었으며, 영화 <Hingga Hujung Nyawa>에서 노라(Nora) 역으로 출연한 뒤 말레이시아 영화제에서 상을 수상받았다. 추후 영화 <Soalnya Siapa?>, <Persona Non Grata>, <Anak>에 출연한 뒤 상을 더 탔다. 중국인 아버지와 방카훌루인 어머니 사이에서 태어났다.